# Tourgéville
Tourgéville é uma comuna francesa na região administrativa da Normandia, no departamento Calvados. Estende-se por uma área de 11,97 km². Em 2010 a comuna tinha 809 habitantes (densidade: 67,6 hab./km²).